# Stefan Müller (Fußballspieler, 1990)
Stefan Müller (* 24. Februar 1990 in Augsburg) ist ein deutscher Fußballspieler.

## Karriere
Der aus Donauwörth-Schäfstall stammende Müller spielte bis zur B-Jugend bei der heimischen JFG Donauwörth und wechselte dann zum FC Augsburg. Nach nur einem Jahr verließ er die Fuggerstädter aber wieder, weil er an der Fachhochschule Ingolstadt einen Studienplatz als Wirtschaftsingenieur bekommen hatte und deshalb den Abwerbeversuchen des FC Ingolstadt nachgab.
Obwohl noch für die A-Jugend spielberechtigt, spielte sich der Stürmer schnell in den Stamm der 2. Mannschaft der „Schanzer“ in der Bayernliga und erzielte in seinem ersten Jahr acht Tore. Außerdem wurde bei Testspielen des Zweitligateams eingesetzt und nahm am Wintertrainingslager der Profis teil. Am letzten Spieltag der Saison 2008/09 bekam er sogar seinen ersten Einsatz in der ersten Mannschaft. Das Spiel war aber bedeutungslos, weil bereits zuvor der Abstieg der Ingolstädter in die 3. Liga festgestanden hatte.
In den folgenden beiden Spielzeiten gelang Stefan Müller aber nicht der Durchbruch. Er blieb zwar weiterhin Stammspieler der Bayernliga-Mannschaft, in der 3. Liga kam er aber nur zu zwei Kurzeinsätzen und nach dem Wiederaufstieg wurde er 2010/11 in der zweithöchsten Spielklasse gar nicht eingesetzt.

## Titel / Erfolge
- Aufstieg in die 2. Bundesliga 2010 mit dem FC Ingolstadt